# 臺灣省各縣市實施地方自治綱要
《臺灣省各縣市實施地方自治綱要》是中華民國政府於臺灣施行地方自治所頒布的行政命令。1950年4月由臺灣省政府發布後做為舉行臺灣地方選舉之規定，至1994年7月由立法院通過之《省縣自治法》所取代。

## 背景
20世紀初，臺灣在日本統治時期中期的大正民主風潮中進行了臺灣議會設置請願運動。雖然未得到日本帝國政府的同意，但是之後於1935年11月22日舉行了第一回市會及街庄協議會員選舉的直接選舉，選出了市會與街協議會之半數議員。次年舉行了第一回州會議員選舉，由市會與街庄協議會之議員以間接選舉形式投票選出臺北州、新竹州、臺中州、臺南州、高雄州等五州州會之半數議員。此為臺灣歷史上之首此選舉，但在1939年與1940年以類似形式舉行過第二回選舉後因即為大東亞戰爭爆發不再舉行。
1945年國民政府接收臺灣成立臺灣省，因為臺灣在戰前的日治時期已有舉行過地方選舉的政治經驗，加上臺灣與當時的中華民國大陸時期相較，戶籍制度更為完善、教育更加普及，因此臺灣知識份子在戰後更希望擴大實施地方選舉。然而，隨後臺灣省行政長官公署公布《臺灣省各級民意機關成立方案》（1945年12月）與《臺灣省各縣市村里長選舉辦法》（1946年2月）。成立方案中直接選舉僅及於最基層之民意機關如鄉、鎮、縣轄市、區民代表會等，往上之縣、市參議會與省參議會則由下級議會間接選舉選出。而行政區之首長方面村里長為直接選舉，鄉、鎮、縣轄市、區長由各鄉鎮市區民代表會間接選舉，往上之縣、市長則由臺灣省行政長官公署指派，臺灣省行政長官由中央政府（行政院）指派。另外，省參議會與各縣市參議會僅具有諮詢性質，而非如一般議會擁有制衡行政機關的功能，此規畫使得多數臺灣知識份子大為失望。
1947年二二八事件爆發後，包括臺灣省行政長官陳儀以及來臺宣撫的中華民國國防部部長白崇禧也先後提出將實施地方縣、市首長民選的改革。但是隨著二二八事件被中華民國政府暴力鎮壓後，除了臺灣省行政長官公署改名為臺灣省政府之外，縣市長民選一直到1949年中華民國政府遷臺時仍遲遲未能真正落實。

## 實施過程
1947年《中華民國憲法》中關於對地方制度的相關規定，省、縣得依據中央立法之「省縣自治通則」制定包含省長、省議會議員、縣長、縣議會議員由民選產生之相關自治法。但隨後由於第二次国共内战爆發，「省縣自治通則」一直無法完成立法。
1950年4月5日，行政院在「省縣自治通則」尚未完成立法的情況下，正式核准臺灣省藉由行政命令試辦地方自治活動的想法。另外，由於當時臺灣行政區劃為由原日治時期行政區劃改制而來，與中華民國大陸時期之行政區制度不完全相同（例如縣轄市之設置），因此決定頒布《臺灣省各縣市實施地方自治綱要》來實施地方自治。

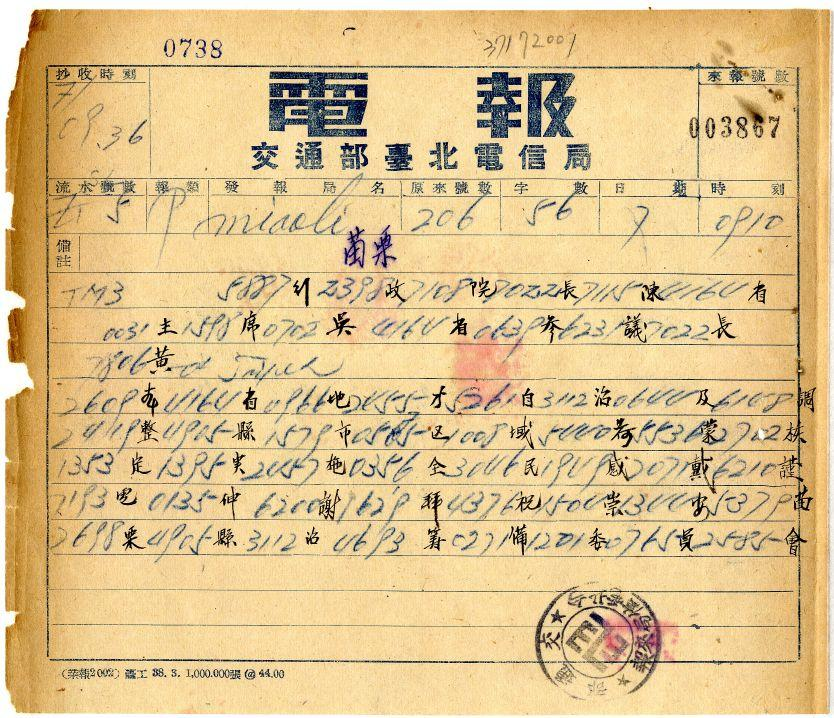
苗栗縣治籌備委員會發電報，感謝行政院院長陳誠、臺灣省主席吳國楨、臺灣省參議會議長黃朝琴對臺灣省地方自治及調整縣市區域之施行。

1950年4月24日發布之《臺灣省各縣市實施地方自治綱要》中，對於各縣、市之居民及公民、自治事項、自治組織（地方政府與民意機關）、以及自治財政做出規範。其中最重要的是將原本省政府派任之縣市長與縣市議會議員、鄉鎮市區長等均改為直接選舉，但區民代表會則廢除不再選舉。綱要中縣市長任期為三年，縣市議員、鄉鎮市區長、鄉鎮市民代表之任期為兩年。
| 行政區域       | 機關               | 主要人事     | 戰後初期                                     | 實施地方自治後      |
| -------------- | ------------------ | ------------ | -------------------------------------------- | ------------------- |
| 縣、市         | 縣市政府           | 縣市長       | 省政府派任                                   | 直接选举            |
| 縣、市         | 縣參議會→縣議會    | 參議員→議員  | 間接選舉（鄉鎮縣轄市民代表會與職業團體選舉） | 直接选举            |
| 縣、市         | 市參議會→市議會    | 參議員→議員  | 直接選舉、間接選舉（職業團體選舉）           | 直接选举            |
| 鄉、鎮、縣轄市 | 鄉鎮縣轄市公所     | 鄉鎮縣轄市長 | 間接選舉（鄉鎮縣轄市民代表會選舉）           | 直接选举            |
| 鄉、鎮、縣轄市 | 鄉鎮縣轄市民代表會 | 代表         | 直接選舉                                     | 直接选举            |
| 區             | 區公所             | 區長         | 間接選舉（區民代表會選舉）                   | 直接選舉→市政府派任 |
| 區             | 區民代表會         | 代表         | 直接選舉                                     | 機關廢除            |

地方自治綱要發布後，於同年8月將臺灣行政區劃大幅調整，由原有的8縣、9市調整為16縣、5市以及陽明山管理局。臺灣隨後並舉辦了第一屆縣市長選舉、第一屆縣市議員選舉、以及第一屆鄉鎮市區長選舉。

## 實施地方自治後之發展

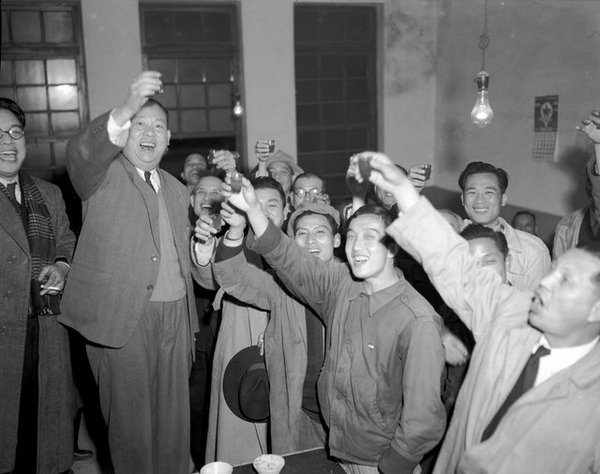
吳三連（左二）於1951年1月7日獲悉以65.5%高票當選臺北市第一屆民選市長後在辦事處與支持者舉杯同歡。

1950年至1951年舉辦的第一屆縣市長選舉中，首個辦理選舉之花蓮縣由非中國國民黨人士楊仲鯨當選縣長。而隨後做為首都的臺北市市長由無黨籍人士吳三連當選。另外臺灣之其他兩大都市臺南市與臺中市的市長也分別由無黨籍人士葉廷珪與楊基先當選。1954年舉辦第二屆縣市長選舉時，在首都臺北市，中國國民黨控制的中華民國選務機關於無黨籍侯選人高玉樹票數領先後即停止開票，直到美國國務院以發電報祝賀高玉樹當選之形式介入後，中華民國政府方宣佈高玉樹當選臺北市市長。此後中國國民黨進行的選舉操控與舞弊事件層出不窮，其中以1977年中壢事件、1979年橋頭事件、及1992年花蓮事件最廣為人知。
《臺灣省各縣市實施地方自治綱要》發布後，隨選舉舉行也經歷多次修改，逐步完善地方政府之制度。1954年，原本由縣市議會間接選舉之臺灣省臨時省議會議員改為直接選舉，第二屆臨時省議員選舉與第二屆縣市長選舉二者合併舉行。1959年，省轄市之區長由直接選舉改為由市長指派。1961年，將最基層村、里行政區之村里長也納入地方自治綱要的規範中。與此同時，在歷次修改中，亦逐漸將各及地方自治人事之任期同步為四年，於1964年完成。另外，自治綱要歷次修改中也增加不少地方自治中之事項，完善地方監督與財政之規範。
| 行政區域 | 縣、市                                | 縣、市                                                       | 鄉、鎮、縣轄市、區                                                                    | 鄉、鎮、縣轄市、區                                                     | 村、里                                  |
| 主要人事 | 縣市長                                | 縣市議會議員                                                 | 鄉鎮縣轄市長、區長                                                                    | 鄉鎮縣轄市民代表                                                       | 村里長                                  |
| 任期     | 實施初期為三年 1960年第四屆起改為四年 | 實施初期為二年 1954年第三屆起改為三年 1964年第六屆起改為四年 | 實施初期為二年 1952年第二屆起改為三年 1959年第四屆起改為四年 1959年區長改為市政府指派 | 實施初期為二年（第三屆） 1955年第五屆起改為三年 1964年第八屆起改為四年 | 1961年第七屆起為四年 （1961年納入規範） |

而1967年與1979年臺北市和高雄市分別升格成為直轄市後，行政院便仿效臺灣省之前例而分別制定《臺北市各級組織及實施地方自治綱要》與《高雄市各級組織及實施地方自治綱要》作為地方自治依據。雖然如此，《中華民國憲法》中省長與直轄市長由民選產生之規定卻一直無法落實於法律或行政命令中。

## 廢止
1991年5月1日公布施行第一屆國民大會通過的《中華民國憲法增修條文》（第一次增修），第二屆國民大會再次增修憲法（第二次增修），加入了有關於省、縣地方制度之條文。內政部也核定了福建省政府提報之《福建省金門縣連江縣實施地方自治綱要》做為金門縣與連江縣（馬祖）在1992年11月7日終止戰地政務後的制度銜接。1993年11月，金門馬祖與全國其他縣市同步舉行了縣市長選舉。
1994年7月，第二屆立法院依照憲法增修條文，通過了《省縣自治法》與《直轄市自治法》，全國的地方自治始正式獲得法源依據，隨後並於1994年12月舉行了首次省長與直轄市長選舉。之後的地方制度朝向行政層級簡化改革，1997年7月第三屆國民大會再次增修憲法（第三次增修），將省移除地方自治法人之地位，隨後進行臺灣省政府功能業務與組織調整（又稱臺灣省虛級化）。隨著制度改變，第三屆立法院於1999年1月通過了《地方制度法》，將全國各級行政區域之地方制度規範統一，並施行至今。

## 外部連結
- 《臺灣省各縣市實施地方自治綱要》全文 （页面存档备份，存于）（繁體中文）
- 臺灣省各縣市實施地方自治綱要 （页面存档备份，存于） - 臺灣大百科全書（繁體中文）